# Peter Pekarík
Peter Pekarík (Žilina, 30 ottobre 1986) è un calciatore slovacco, difensore dello Žilina e della nazionale slovacca.
A 23 anni era considerato uno dei migliori giocatori della Slovacchia, con la quale ha partecipato al primo storico Mondiale nel 2010.

## Caratteristiche tecniche
Terzino destro, all'occorrenza può giocare anche come terzino sinistro.

## Carriera

### Club
Prodotto del settore giovanile del Dubnica, nel 2005 passa allo Žilina, vincendo il titolo slovacco e la Supercoppa nazionale nel 2007. Nel gennaio 2009 il club tedesco del Wolfsburg sborsa 850000 € per ottenerne le prestazioni: schierato subito titolare, contribuisce alla vittoria della Bundesliga, il primo storico successo per i Lupi. Nell'estate 2011 passa in prestito oneroso per 150000 € ai turchi del Kayserispor e al termine del prestito, nell'agosto 2012, il Wolfsburg cede il giocatore a titolo gratuito all'Hertha Berlino.
Rimane all'Hertha sino al termine della stagione 2023-2024, dopodiché rimane svincolato sino al 26 settembre 2024, giorno in cui fa ritorno allo Žilina.

### Nazionale
Chiamato nella Nazionale slovacca dal 2006, prende parte sia al primo storico Mondiale degli slovacchi a Sudafrica 2010 sia al primo Europeo per la Slovacchia, svoltosi in Francia nel 2016. Convocato anche per gli Europei nel 2021, il 1º giugno 2021, in occasione dell'amichevole pre-torneo pareggiata 1-1 contro la Bulgaria, raggiunge quota 100 presenze in nazionale.

## Statistiche

### Presenze e reti nei club
Statistiche aggiornate al 9 novembre 2024.
| Stagione              | Squadra               | Campionato            | Campionato | Campionato | Coppe nazionali | Coppe nazionali | Coppe nazionali | Coppe continentali | Coppe continentali | Coppe continentali | Altre coppe | Altre coppe | Altre coppe | Totale | Totale |
| Stagione              | Squadra               | Comp                  | Pres       | Reti       | Comp            | Pres            | Reti            | Comp               | Pres               | Reti               | Comp        | Pres        | Reti        | Pres   | Reti   |
| --------------------- | --------------------- | --------------------- | ---------- | ---------- | --------------- | --------------- | --------------- | ------------------ | ------------------ | ------------------ | ----------- | ----------- | ----------- | ------ | ------ |
| 2004-2005             | Dubnica               | SL                    | 27         | 0          | SP              | -               | -               | -                  | -                  | -                  | -           | -           | -           | 27     | 0      |
| 2005-2006             | Žilina                | SL                    | 27         | 2          | SP              | -               | -               | CU+CI              | 3+2                | 0                  | -           | -           | -           | 32     | 2      |
| 2006-2007             | Žilina                | SL                    | 35         | 0          | SP              | -               | -               | -                  | -                  | -                  | -           | -           | -           | 35     | 0      |
| 2007-2008             | Žilina                | SL                    | 31         | 1          | SP              | -               | -               | UCL                | 4                  | 0                  | SS          | 1           | 0           | 36     | 1      |
| 2008-gen. 2009        | Žilina                | SL                    | 18         | 3          | SP              | -               | -               | CU                 | 10                 | 0                  | -           | -           | -           | 28     | 3      |
| gen.-giu. 2009        | Wolfsburg             | BL                    | 16         | 0          | CG              | 2               | 0               | CU                 | -                  | -                  | -           | -           | -           | 18     | 0      |
| 2009-2010             | Wolfsburg             | BL                    | 16         | 0          | CG              | 0               | 0               | UCL+UEL            | 1+6                | 0                  | -           | -           | -           | 23     | 0      |
| 2010-2011             | Wolfsburg             | BL                    | 23         | 0          | CG              | 1               | 0               | -                  | -                  | -                  | -           | -           | -           | 24     | 0      |
| Totale Wolfsburg      | Totale Wolfsburg      | Totale Wolfsburg      | 55         | 0          |                 | 3               | 0               |                    | 7                  | 0                  |             | -           | -           | 65     | 0      |
| 2011-2012             | Kayserispor           | SL                    | 27         | 0          | TK              | 2               | 0               | -                  | -                  | -                  | -           | -           | -           | 29     | 0      |
| 2012-2013             | Hertha Berlino        | ZL                    | 19         | 0          | CG              | 0               | 0               | -                  | -                  | -                  | -           | -           | -           | 19     | 0      |
| 2013-2014             | Hertha Berlino        | BL                    | 31         | 0          | CG              | 0               | 0               | -                  | -                  | -                  | -           | -           | -           | 31     | 0      |
| 2014-2015             | Hertha Berlino        | BL                    | 30         | 0          | CG              | 2               | 0               | -                  | -                  | -                  | -           | -           | -           | 32     | 0      |
| 2015-2016             | Hertha Berlino        | BL                    | 12         | 0          | CG              | 1               | 0               | -                  | -                  | -                  | -           | -           | -           | 13     | 0      |
| 2016-2017             | Hertha Berlino        | BL                    | 31         | 1          | CG              | 3               | 0               | UEL                | 2                  | 0                  | -           | -           | -           | 36     | 1      |
| 2017-2018             | Hertha Berlino        | BL                    | 17         | 0          | CG              | 1               | 0               | UEL                | 5                  | 1                  | -           | -           | -           | 23     | 1      |
| 2018-2019             | Hertha Berlino        | BL                    | 3          | 0          | CG              | 0               | 0               | -                  | -                  | -                  | -           | -           | -           | 3      | 0      |
| 2019-2020             | Hertha Berlino        | BL                    | 9          | 0          | CG              | 0               | 0               | -                  | -                  | -                  | -           | -           | -           | 3      | 0      |
| 2020-2021             | Hertha Berlino        | BL                    | 23         | 3          | CG              | 1               | 1               | -                  | -                  | -                  | -           | -           | -           | 24     | 4      |
| 2021-2022             | Hertha Berlino        | BL                    | 27+2       | 0          | CG              | 2               | 0               | -                  | -                  | -                  | -           | -           | -           | 31     | 0      |
| 2022-2023             | Hertha Berlino        | BL                    | 5          | 0          | CG              | 0               | 0               | -                  | -                  | -                  | -           | -           | -           | 5      | 0      |
| 2023-2024             | Hertha Berlino        | ZL                    | 5          | 0          | CG              | 0               | 0               | -                  | -                  | -                  | -           | -           | -           | 5      | 0      |
| Totale Hertha Berlino | Totale Hertha Berlino | Totale Hertha Berlino | 214        | 4          |                 | 10              | 1               |                    | 8                  | 1                  |             | -           | -           | 232    | 6      |
| 2024-2025             | Žilina                | SL                    | 7          | 1          | SP              | 1               | 0               | -                  | -                  | -                  | -           | -           | -           | 8      | 1      |
| Totale Žilina         | Totale Žilina         | Totale Žilina         | 118        | 6          |                 | 1               | 0               |                    | 19                 | 0                  |             | 1           | 0           | 139    | 6      |
| Totale carriera       | Totale carriera       | Totale carriera       | 441        | 10         |                 | 16              | 1               |                    | 33                 | 1                  |             | 1           | 0           | 491    | 12     |

### Cronologia presenze e reti in nazionale
| Cronologia completa delle presenze e delle reti in nazionale ― Slovacchia | Cronologia completa delle presenze e delle reti in nazionale ― Slovacchia | Cronologia completa delle presenze e delle reti in nazionale ― Slovacchia | Cronologia completa delle presenze e delle reti in nazionale ― Slovacchia | Cronologia completa delle presenze e delle reti in nazionale ― Slovacchia | Cronologia completa delle presenze e delle reti in nazionale ― Slovacchia | Cronologia completa delle presenze e delle reti in nazionale ― Slovacchia | Cronologia completa delle presenze e delle reti in nazionale ― Slovacchia |
| Data                                                                      | Città                                                                     | In casa                                                                   | Risultato                                                                 | Ospiti                                                                    | Competizione                                                              | Reti                                                                      | Note                                                                      |
| ------------------------------------------------------------------------- | ------------------------------------------------------------------------- | ------------------------------------------------------------------------- | ------------------------------------------------------------------------- | ------------------------------------------------------------------------- | ------------------------------------------------------------------------- | ------------------------------------------------------------------------- | ------------------------------------------------------------------------- |
| 10-12-2006                                                                | Abu Dhabi                                                                 | Emirati Arabi Uniti                                                       | 1 – 2                                                                     | Danimarca                                                                 | Amichevole                                                                | -                                                                         |                                                                           |
| 24-5-2008                                                                 | Lugano                                                                    | Svizzera                                                                  | 2 – 0                                                                     | Slovacchia                                                                | Amichevole                                                                | -                                                                         |                                                                           |
| 6-9-2008                                                                  | Bratislava                                                                | Slovacchia                                                                | 2 – 1                                                                     | Irlanda del Nord                                                          | Qual. Mondiali 2010                                                       | -                                                                         |                                                                           |
| 10-9-2008                                                                 | Maribor                                                                   | Slovenia                                                                  | 2 – 1                                                                     | Slovacchia                                                                | Qual. Mondiali 2010                                                       | -                                                                         |                                                                           |
| 15-10-2008                                                                | Bratislava                                                                | Slovacchia                                                                | 2 – 1                                                                     | Polonia                                                                   | Qual. Mondiali 2010                                                       | -                                                                         |                                                                           |
| 19-11-2008                                                                | Žilina                                                                    | Slovacchia                                                                | 4 – 0                                                                     | Liechtenstein                                                             | Amichevole                                                                | -                                                                         | 46’                                                                       |
| 10-2-2009                                                                 | Limassol                                                                  | Slovacchia                                                                | 2 – 3                                                                     | Ucraina                                                                   | Cyprus Tournament 2009                                                    | -                                                                         | 84’                                                                       |
| 11-2-2009                                                                 | Nicosia                                                                   | Cipro                                                                     | 3 – 2                                                                     | Slovacchia                                                                | Cyprus Tournament 2009                                                    | -                                                                         | 68’                                                                       |
| 28-3-2009                                                                 | Londra                                                                    | Inghilterra                                                               | 4 – 0                                                                     | Slovacchia                                                                | Amichevole                                                                | -                                                                         |                                                                           |
| 1-4-2009                                                                  | Praga                                                                     | Rep. Ceca                                                                 | 1 – 2                                                                     | Slovacchia                                                                | Qual. Mondiali 2010                                                       | -                                                                         |                                                                           |
| 6-6-2009                                                                  | Bratislava                                                                | Slovacchia                                                                | 7 – 0                                                                     | San Marino                                                                | Qual. Mondiali 2010                                                       | 1                                                                         |                                                                           |
| 12-8-2009                                                                 | Reykjavík                                                                 | Islanda                                                                   | 1 – 1                                                                     | Slovacchia                                                                | Amichevole                                                                | -                                                                         |                                                                           |
| 5-9-2009                                                                  | Bratislava                                                                | Slovacchia                                                                | 2 – 2                                                                     | Rep. Ceca                                                                 | Qual. Mondiali 2010                                                       | -                                                                         |                                                                           |
| 9-9-2009                                                                  | Belfast                                                                   | Irlanda del Nord                                                          | 0 – 2                                                                     | Slovacchia                                                                | Qual. Mondiali 2010                                                       | -                                                                         |                                                                           |
| 10-10-2009                                                                | Bratislava                                                                | Slovacchia                                                                | 0 – 2                                                                     | Slovenia                                                                  | Qual. Mondiali 2010                                                       | -                                                                         |                                                                           |
| 14-10-2009                                                                | Chorzów                                                                   | Polonia                                                                   | 0 – 1                                                                     | Slovacchia                                                                | Qual. Mondiali 2010                                                       | -                                                                         |                                                                           |
| 14-11-2009                                                                | Bratislava                                                                | Slovacchia                                                                | 1 – 0                                                                     | Stati Uniti                                                               | Amichevole                                                                | -                                                                         | 90+2’                                                                     |
| 17-11-2009                                                                | Žilina                                                                    | Slovacchia                                                                | 1 – 2                                                                     | Cile                                                                      | Amichevole                                                                | -                                                                         |                                                                           |
| 3-3-2010                                                                  | Žilina                                                                    | Slovacchia                                                                | 0 – 1                                                                     | Norvegia                                                                  | Amichevole                                                                | -                                                                         | 84’                                                                       |
| 29-5-2010                                                                 | Klagenfurt                                                                | Slovacchia                                                                | 1 – 1                                                                     | Camerun                                                                   | Amichevole                                                                | -                                                                         | 38’ 88’                                                                   |
| 5-6-2010                                                                  | Bratislava                                                                | Slovacchia                                                                | 3 – 0                                                                     | Costa Rica                                                                | Amichevole                                                                | -                                                                         | 46’                                                                       |
| 20-6-2010                                                                 | Bloemfontein                                                              | Slovacchia                                                                | 0 – 2                                                                     | Paraguay                                                                  | Mondiali 2010 - 1º turno                                                  | -                                                                         |                                                                           |
| 24-6-2010                                                                 | Johannesburg                                                              | Slovacchia                                                                | 3 – 2                                                                     | Italia                                                                    | Mondiali 2010 - 1º turno                                                  | -                                                                         | 50’                                                                       |
| 28-6-2010                                                                 | Durban                                                                    | Paesi Bassi                                                               | 2 – 1                                                                     | Slovacchia                                                                | Mondiali 2010 - Ottavi di finale                                          | -                                                                         |                                                                           |
| 11-8-2010                                                                 | Bratislava                                                                | Slovacchia                                                                | 1 – 1                                                                     | Croazia                                                                   | Amichevole                                                                | -                                                                         |                                                                           |
| 3-9-2010                                                                  | Bratislava                                                                | Slovacchia                                                                | 1 – 0                                                                     | Macedonia                                                                 | Qual. Euro 2012                                                           | -                                                                         | 90’                                                                       |
| 8-10-2010                                                                 | Erevan                                                                    | Armenia                                                                   | 3 – 1                                                                     | Slovacchia                                                                | Qual. Euro 2012                                                           | -                                                                         |                                                                           |
| 17-11-2010                                                                | Bratislava                                                                | Slovacchia                                                                | 2 – 3                                                                     | Bosnia ed Erzegovina                                                      | Amichevole                                                                | -                                                                         | 79’                                                                       |
| 9-2-2011                                                                  | Lussemburgo                                                               | Lussemburgo                                                               | 2 – 1                                                                     | Slovacchia                                                                | Amichevole                                                                | -                                                                         | 68’                                                                       |
| 26-3-2011                                                                 | Andorra la Vella                                                          | Andorra                                                                   | 0 – 1                                                                     | Slovacchia                                                                | Qual. Euro 2012                                                           | -                                                                         |                                                                           |
| 29-3-2011                                                                 | Trnava                                                                    | Slovacchia                                                                | 1 – 2                                                                     | Danimarca                                                                 | Amichevole                                                                | -                                                                         |                                                                           |
| 10-8-2011                                                                 | Klagenfurt                                                                | Austria                                                                   | 1 – 2                                                                     | Slovacchia                                                                | Amichevole                                                                | -                                                                         |                                                                           |
| 2-9-2011                                                                  | Dublino                                                                   | Irlanda                                                                   | 0 – 0                                                                     | Slovacchia                                                                | Qual. Euro 2012                                                           | -                                                                         |                                                                           |
| 6-9-2011                                                                  | Žilina                                                                    | Slovacchia                                                                | 0 – 4                                                                     | Armenia                                                                   | Qual. Euro 2012                                                           | -                                                                         |                                                                           |
| 7-10-2011                                                                 | Žilina                                                                    | Slovacchia                                                                | 0 – 1                                                                     | Russia                                                                    | Qual. Euro 2012                                                           | -                                                                         |                                                                           |
| 11-10-2011                                                                | Skopje                                                                    | Macedonia                                                                 | 1 – 1                                                                     | Slovacchia                                                                | Qual. Euro 2012                                                           | -                                                                         |                                                                           |
| 29-2-2012                                                                 | Bursa                                                                     | Turchia                                                                   | 1 – 2                                                                     | Slovacchia                                                                | Amichevole                                                                | -                                                                         |                                                                           |
| 26-5-2012                                                                 | Klagenfurt                                                                | Polonia                                                                   | 1 – 0                                                                     | Slovacchia                                                                | Amichevole                                                                | -                                                                         |                                                                           |
| 30-5-2012                                                                 | Rotterdam                                                                 | Paesi Bassi                                                               | 2 – 0                                                                     | Slovacchia                                                                | Amichevole                                                                | -                                                                         |                                                                           |
| 15-8-2012                                                                 | Odense                                                                    | Danimarca                                                                 | 1 – 3                                                                     | Slovacchia                                                                | Amichevole                                                                | -                                                                         |                                                                           |
| 7-9-2012                                                                  | Vilnius                                                                   | Lituania                                                                  | 1 – 1                                                                     | Slovacchia                                                                | Qual. Mondiali 2014                                                       | -                                                                         |                                                                           |
| 11-9-2012                                                                 | Bratislava                                                                | Slovacchia                                                                | 2 – 0                                                                     | Liechtenstein                                                             | Qual. Mondiali 2014                                                       | -                                                                         |                                                                           |
| 12-10-2012                                                                | Bratislava                                                                | Slovacchia                                                                | 2 – 1                                                                     | Lettonia                                                                  | Qual. Mondiali 2014                                                       | -                                                                         |                                                                           |
| 14-11-2012                                                                | Olomouc                                                                   | Rep. Ceca                                                                 | 3 – 0                                                                     | Slovacchia                                                                | Amichevole                                                                | -                                                                         | 17’                                                                       |
| 14-8-2013                                                                 | Bucarest                                                                  | Romania                                                                   | 1 – 1                                                                     | Slovacchia                                                                | Amichevole                                                                | -                                                                         |                                                                           |
| 6-9-2013                                                                  | Zenica                                                                    | Bosnia ed Erzegovina                                                      | 0 – 1                                                                     | Slovacchia                                                                | Qual. Mondiali 2014                                                       | -                                                                         |                                                                           |
| 10-9-2013                                                                 | Žilina                                                                    | Slovacchia                                                                | 1 – 2                                                                     | Bosnia ed Erzegovina                                                      | Qual. Mondiali 2014                                                       | -                                                                         |                                                                           |
| 11-10-2013                                                                | Pireo                                                                     | Grecia                                                                    | 1 – 0                                                                     | Slovacchia                                                                | Qual. Mondiali 2014                                                       | -                                                                         | 20’                                                                       |
| 15-10-2013                                                                | Riga                                                                      | Lettonia                                                                  | 2 – 2                                                                     | Slovacchia                                                                | Qual. Mondiali 2014                                                       | -                                                                         |                                                                           |
| 15-11-2013                                                                | Breslavia                                                                 | Polonia                                                                   | 0 – 2                                                                     | Slovacchia                                                                | Amichevole                                                                | -                                                                         | 71’                                                                       |
| 5-3-2014                                                                  | Netanya                                                                   | Israele                                                                   | 1 – 3                                                                     | Slovacchia                                                                | Amichevole                                                                | -                                                                         |                                                                           |
| 23-5-2014                                                                 | Senec                                                                     | Slovacchia                                                                | 2 – 0                                                                     | Montenegro                                                                | Amichevole                                                                | -                                                                         |                                                                           |
| 26-5-2014                                                                 | San Pietroburgo                                                           | Russia                                                                    | 1 – 0                                                                     | Slovacchia                                                                | Amichevole                                                                | -                                                                         |                                                                           |
| 4-9-2014                                                                  | Žilina                                                                    | Slovacchia                                                                | 1 – 0                                                                     | Malta                                                                     | Amichevole                                                                | -                                                                         |                                                                           |
| 8-9-2014                                                                  | Kiev                                                                      | Ucraina                                                                   | 0 – 1                                                                     | Slovacchia                                                                | Qual. Euro 2016                                                           | -                                                                         |                                                                           |
| 9-10-2014                                                                 | Žilina                                                                    | Slovacchia                                                                | 2 – 1                                                                     | Spagna                                                                    | Qual. Euro 2016                                                           | -                                                                         |                                                                           |
| 12-10-2014                                                                | Barysaŭ                                                                   | Bielorussia                                                               | 1 – 3                                                                     | Slovacchia                                                                | Qual. Euro 2016                                                           | -                                                                         |                                                                           |
| 15-11-2014                                                                | Skopje                                                                    | Macedonia                                                                 | 0 – 2                                                                     | Slovacchia                                                                | Qual. Euro 2016                                                           | -                                                                         | 46’                                                                       |
| 27-3-2015                                                                 | Žilina                                                                    | Slovacchia                                                                | 3 – 0                                                                     | Lussemburgo                                                               | Qual. Euro 2016                                                           | 1                                                                         | 30’                                                                       |
| 31-3-2015                                                                 | Žilina                                                                    | Slovacchia                                                                | 1 – 0                                                                     | Rep. Ceca                                                                 | Amichevole                                                                | -                                                                         |                                                                           |
| 14-6-2015                                                                 | Žilina                                                                    | Slovacchia                                                                | 2 – 1                                                                     | Macedonia                                                                 | Qual. Euro 2016                                                           | -                                                                         |                                                                           |
| 5-9-2015                                                                  | Oviedo                                                                    | Spagna                                                                    | 2 – 0                                                                     | Slovacchia                                                                | Qual. Euro 2016                                                           | -                                                                         |                                                                           |
| 8-9-2015                                                                  | Žilina                                                                    | Slovacchia                                                                | 0 – 0                                                                     | Ucraina                                                                   | Qual. Euro 2016                                                           | -                                                                         | 51’                                                                       |
| 25-3-2016                                                                 | Trnava                                                                    | Slovacchia                                                                | 0 – 0                                                                     | Lettonia                                                                  | Amichevole                                                                | -                                                                         |                                                                           |
| 29-3-2016                                                                 | Dublino                                                                   | Irlanda                                                                   | 2 – 2                                                                     | Slovacchia                                                                | Amichevole                                                                | -                                                                         | 63’                                                                       |
| 29-5-2016                                                                 | Augusta                                                                   | Germania                                                                  | 1 – 3                                                                     | Slovacchia                                                                | Amichevole                                                                | -                                                                         |                                                                           |
| 4-6-2016                                                                  | Trnava                                                                    | Slovacchia                                                                | 0 – 0                                                                     | Irlanda del Nord                                                          | Amichevole                                                                | -                                                                         |                                                                           |
| 11-6-2016                                                                 | Bordeaux                                                                  | Galles                                                                    | 2 – 1                                                                     | Slovacchia                                                                | Euro 2016 - 1º turno                                                      | -                                                                         |                                                                           |
| 15-6-2016                                                                 | Lilla                                                                     | Russia                                                                    | 1 – 2                                                                     | Slovacchia                                                                | Euro 2016 - 1º turno                                                      | -                                                                         |                                                                           |
| 20-6-2016                                                                 | Saint-Étienne                                                             | Slovacchia                                                                | 0 – 0                                                                     | Inghilterra                                                               | Euro 2016 - 1º turno                                                      | -                                                                         |                                                                           |
| 26-6-2016                                                                 | Lilla                                                                     | Germania                                                                  | 3 – 0                                                                     | Slovacchia                                                                | Euro 2016 - Ottavi di finale                                              | -                                                                         |                                                                           |
| 4-9-2016                                                                  | Trnava                                                                    | Slovacchia                                                                | 0 – 1                                                                     | Inghilterra                                                               | Qual. Mondiali 2018                                                       | -                                                                         |                                                                           |
| 11-11-2016                                                                | Trnava                                                                    | Slovacchia                                                                | 4 – 0                                                                     | Lituania                                                                  | Qual. Mondiali 2018                                                       | -                                                                         |                                                                           |
| 26-3-2017                                                                 | Ta' Qali                                                                  | Malta                                                                     | 1 – 3                                                                     | Slovacchia                                                                | Qual. Mondiali 2018                                                       | -                                                                         | 50’                                                                       |
| 10-6-2017                                                                 | Vilnius                                                                   | Lituania                                                                  | 1 – 2                                                                     | Slovacchia                                                                | Qual. Mondiali 2018                                                       | -                                                                         |                                                                           |
| 1-9-2017                                                                  | Trnava                                                                    | Slovacchia                                                                | 1 – 0                                                                     | Slovenia                                                                  | Qual. Mondiali 2018                                                       | -                                                                         |                                                                           |
| 4-9-2017                                                                  | Londra                                                                    | Inghilterra                                                               | 2 – 1                                                                     | Slovacchia                                                                | Qual. Mondiali 2018                                                       | -                                                                         |                                                                           |
| 5-10-2017                                                                 | Glasgow                                                                   | Scozia                                                                    | 1 – 0                                                                     | Slovacchia                                                                | Qual. Mondiali 2018                                                       | -                                                                         |                                                                           |
| 8-10-2017                                                                 | Trnava                                                                    | Slovacchia                                                                | 3 – 0                                                                     | Malta                                                                     | Qual. Mondiali 2018                                                       | -                                                                         |                                                                           |
| 14-11-2017                                                                | Trnava                                                                    | Slovacchia                                                                | 1 – 0                                                                     | Norvegia                                                                  | Amichevole                                                                | -                                                                         |                                                                           |
| 22-3-2018                                                                 | Bangkok                                                                   | Slovacchia                                                                | 2 – 1                                                                     | Emirati Arabi Uniti                                                       | Amichevole                                                                | -                                                                         |                                                                           |
| 31-5-2018                                                                 | Trnava                                                                    | Slovacchia                                                                | 1 – 1                                                                     | Paesi Bassi                                                               | Amichevole                                                                | -                                                                         |                                                                           |
| 13-10-2018                                                                | Trnava                                                                    | Slovacchia                                                                | 1 – 2                                                                     | Rep. Ceca                                                                 | UEFA Nations League 2018-2019 - 1º turno                                  | -                                                                         | 46’                                                                       |
| 16-11-2018                                                                | Trnava                                                                    | Slovacchia                                                                | 4 – 1                                                                     | Ucraina                                                                   | UEFA Nations League 2018-2019 - 1º turno                                  | -                                                                         |                                                                           |
| 19-11-2018                                                                | Praga                                                                     | Rep. Ceca                                                                 | 1 – 0                                                                     | Slovacchia                                                                | UEFA Nations League 2018-2019 - 1º turno                                  | -                                                                         |                                                                           |
| 21-3-2019                                                                 | Trnava                                                                    | Slovacchia                                                                | 2 – 0                                                                     | Ungheria                                                                  | Qual. Euro 2020                                                           | -                                                                         |                                                                           |
| 24-3-2019                                                                 | Cardiff                                                                   | Galles                                                                    | 1 – 0                                                                     | Slovacchia                                                                | Qual. Euro 2020                                                           | -                                                                         | 90’                                                                       |
| 11-6-2019                                                                 | Baku                                                                      | Azerbaigian                                                               | 1 – 5                                                                     | Slovacchia                                                                | Qual. Euro 2020                                                           | -                                                                         |                                                                           |
| 10-10-2019                                                                | Trnava                                                                    | Slovacchia                                                                | 1 – 1                                                                     | Galles                                                                    | Qual. Euro 2020                                                           | -                                                                         |                                                                           |
| 16-11-2019                                                                | Fiume                                                                     | Croazia                                                                   | 3 – 1                                                                     | Slovacchia                                                                | Qual. Euro 2020                                                           | -                                                                         |                                                                           |
| 19-11-2019                                                                | Trnava                                                                    | Slovacchia                                                                | 2 – 0                                                                     | Azerbaigian                                                               | Qual. Euro 2020                                                           | -                                                                         |                                                                           |
| 4-9-2020                                                                  | Bratislava                                                                | Slovacchia                                                                | 1 – 3                                                                     | Rep. Ceca                                                                 | UEFA Nations League 2020-2021 - 1º turno                                  | -                                                                         |                                                                           |
| 8-10-2020                                                                 | Bratislava                                                                | Slovacchia                                                                | 0 – 0 dts (4 – 2 dtr)                                                     | Irlanda                                                                   | Qual. Euro 2020                                                           | -                                                                         |                                                                           |
| 14-10-2020                                                                | Trnava                                                                    | Slovacchia                                                                | 2 – 3                                                                     | Israele                                                                   | UEFA Nations League 2020-2021 - 1º turno                                  | -                                                                         |                                                                           |
| 12-11-2020                                                                | Belfast                                                                   | Irlanda del Nord                                                          | 1 – 2 dts                                                                 | Slovacchia                                                                | Qual. Euro 2020                                                           | -                                                                         |                                                                           |
| 15-11-2020                                                                | Trnava                                                                    | Slovacchia                                                                | 1 – 0                                                                     | Scozia                                                                    | UEFA Nations League 2020-2021 - 1º turno                                  | -                                                                         | 56’                                                                       |
| 18-11-2020                                                                | Plzeň                                                                     | Rep. Ceca                                                                 | 2 – 0                                                                     | Slovacchia                                                                | UEFA Nations League 2020-2021 - 1º turno                                  | -                                                                         |                                                                           |
| 24-3-2021                                                                 | Nicosia                                                                   | Cipro                                                                     | 0 – 0                                                                     | Slovacchia                                                                | Qual. Mondiali 2022                                                       | -                                                                         |                                                                           |
| 30-3-2021                                                                 | Trnava                                                                    | Slovacchia                                                                | 2 – 1                                                                     | Russia                                                                    | Qual. Mondiali 2022                                                       | -                                                                         | 90+2’                                                                     |
| 1-6-2021                                                                  | Ried im Innkreis                                                          | Slovacchia                                                                | 1 – 1                                                                     | Bulgaria                                                                  | Amichevole                                                                | -                                                                         | cap.                                                                      |
| 6-6-2021                                                                  | Vienna                                                                    | Austria                                                                   | 0 – 0                                                                     | Slovacchia                                                                | Amichevole                                                                | -                                                                         |                                                                           |
| 14-6-2021                                                                 | San Pietroburgo                                                           | Polonia                                                                   | 1 – 2                                                                     | Slovacchia                                                                | Euro 2020 - 1º turno                                                      | -                                                                         | 79’                                                                       |
| 18-6-2021                                                                 | San Pietroburgo                                                           | Svezia                                                                    | 1 – 0                                                                     | Slovacchia                                                                | Euro 2020 - 1º turno                                                      | -                                                                         | 84’                                                                       |
| 23-6-2021                                                                 | Siviglia                                                                  | Slovacchia                                                                | 0 – 5                                                                     | Spagna                                                                    | Euro 2020 - 1º turno                                                      | -                                                                         |                                                                           |
| 1-9-2021                                                                  | Lubiana                                                                   | Slovenia                                                                  | 1 – 1                                                                     | Slovacchia                                                                | Qual. Mondiali 2022                                                       | -                                                                         |                                                                           |
| 4-9-2021                                                                  | Bratislava                                                                | Slovacchia                                                                | 0 – 1                                                                     | Croazia                                                                   | Qual. Mondiali 2022                                                       | -                                                                         | 38’ 88’                                                                   |
| 8-10-2021                                                                 | Kazan'                                                                    | Russia                                                                    | 1 – 0                                                                     | Slovacchia                                                                | Qual. Mondiali 2022                                                       | -                                                                         | 80’                                                                       |
| 11-10-2021                                                                | Osijek                                                                    | Croazia                                                                   | 2 – 2                                                                     | Slovacchia                                                                | Qual. Mondiali 2022                                                       | -                                                                         |                                                                           |
| 11-11-2021                                                                | Trnava                                                                    | Slovacchia                                                                | 2 – 2                                                                     | Slovenia                                                                  | Qual. Mondiali 2022                                                       | -                                                                         | 30’ 88’                                                                   |
| 3-6-2022                                                                  | Novi Sad                                                                  | Bielorussia                                                               | 0 – 1                                                                     | Slovacchia                                                                | UEFA Nations League 2022-2023 - 1º turno                                  | -                                                                         |                                                                           |
| 10-6-2022                                                                 | Baku                                                                      | Azerbaigian                                                               | 0 – 1                                                                     | Slovacchia                                                                | UEFA Nations League 2022-2023 - 1º turno                                  | -                                                                         | cap.                                                                      |
| 13-6-2022                                                                 | Astana                                                                    | Kazakistan                                                                | 2 – 1                                                                     | Slovacchia                                                                | UEFA Nations League 2022-2023 - 1º turno                                  | -                                                                         |                                                                           |
| 25-9-2022                                                                 | Bačka Topola                                                              | Slovacchia                                                                | 1 – 1                                                                     | Bielorussia                                                               | UEFA Nations League 2022-2023 - 1º turno                                  | -                                                                         | 39’                                                                       |
| 17-11-2022                                                                | Podgorica                                                                 | Montenegro                                                                | 2 – 2                                                                     | Slovacchia                                                                | Amichevole                                                                | -                                                                         | 40’                                                                       |
| 20-11-2022                                                                | Bratislava                                                                | Slovacchia                                                                | 0 – 0                                                                     | Cile                                                                      | Amichevole                                                                | -                                                                         |                                                                           |
| 23-3-2023                                                                 | Trnava                                                                    | Slovacchia                                                                | 0 – 0                                                                     | Lussemburgo                                                               | Qual. Euro 2024                                                           | -                                                                         | 82’                                                                       |
| 26-3-2023                                                                 | Bratislava                                                                | Slovacchia                                                                | 2 – 0                                                                     | Bosnia ed Erzegovina                                                      | Qual. Euro 2024                                                           | -                                                                         |                                                                           |
| 17-6-2023                                                                 | Reykjavík                                                                 | Islanda                                                                   | 1 – 2                                                                     | Slovacchia                                                                | Qual. Euro 2024                                                           | -                                                                         | 26’                                                                       |
| 20-6-2023                                                                 | Vaduz                                                                     | Liechtenstein                                                             | 0 – 1                                                                     | Slovacchia                                                                | Qual. Euro 2024                                                           | -                                                                         |                                                                           |
| 8-9-2023                                                                  | Bratislava                                                                | Slovacchia                                                                | 0 – 1                                                                     | Portogallo                                                                | Qual. Euro 2024                                                           | -                                                                         |                                                                           |
| 11-9-2023                                                                 | Bratislava                                                                | Slovacchia                                                                | 3 – 0                                                                     | Liechtenstein                                                             | Qual. Euro 2024                                                           | -                                                                         | 69’                                                                       |
| 13-10-2023                                                                | Porto                                                                     | Portogallo                                                                | 3 – 2                                                                     | Slovacchia                                                                | Qual. Euro 2024                                                           | -                                                                         | 31’ 76’                                                                   |
| 16-10-2023                                                                | Lussemburgo                                                               | Lussemburgo                                                               | 0 – 1                                                                     | Slovacchia                                                                | Qual. Euro 2024                                                           | -                                                                         | 29’ 90+4’                                                                 |
| 19-11-2023                                                                | Zenica                                                                    | Bosnia ed Erzegovina                                                      | 1 – 2                                                                     | Slovacchia                                                                | Qual. Euro 2024                                                           | -                                                                         |                                                                           |
| 23-3-2024                                                                 | Bratislava                                                                | Slovacchia                                                                | 0 – 2                                                                     | Austria                                                                   | Amichevole                                                                | -                                                                         | 62’                                                                       |
| 5-6-2024                                                                  | Wiener Neustadt                                                           | Slovacchia                                                                | 4 – 0                                                                     | San Marino                                                                | Amichevole                                                                | -                                                                         | 46’                                                                       |
| 9-6-2024                                                                  | Trnava                                                                    | Slovacchia                                                                | 4 – 0                                                                     | Galles                                                                    | Amichevole                                                                | -                                                                         |                                                                           |
| 17-6-2024                                                                 | Francoforte sul Meno                                                      | Belgio                                                                    | 0 – 1                                                                     | Slovacchia                                                                | Euro 2024 - 1º turno                                                      | -                                                                         |                                                                           |
| 21-6-2024                                                                 | Düsseldorf                                                                | Slovacchia                                                                | 1 – 2                                                                     | Ucraina                                                                   | Euro 2024 - 1º turno                                                      | -                                                                         |                                                                           |
| 26-6-2024                                                                 | Francoforte sul Meno                                                      | Slovacchia                                                                | 1 – 1                                                                     | Romania                                                                   | Euro 2024 - 1º turno                                                      | -                                                                         | 90+2’                                                                     |
| 30-6-2024                                                                 | Gelsenkirchen                                                             | Inghilterra                                                               | 2 – 1 dts                                                                 | Slovacchia                                                                | Euro 2024 - Ottavi di finale                                              | -                                                                         | 77’ 109’                                                                  |
| 5-9-2024                                                                  | Tallinn                                                                   | Estonia                                                                   | 0 – 1                                                                     | Slovacchia                                                                | UEFA Nations League 2024-2025 - 1º turno                                  | -                                                                         | 90+2’                                                                     |
| 11-10-2024                                                                | Bratislava                                                                | Slovacchia                                                                | 2 – 2                                                                     | Svezia                                                                    | UEFA Nations League 2024-2025 - 1º turno                                  | -                                                                         | 90’                                                                       |
| 14-10-2024                                                                | Baku                                                                      | Azerbaigian                                                               | 1 – 3                                                                     | Slovacchia                                                                | UEFA Nations League 2024-2025 - 1º turno                                  | -                                                                         | 90’                                                                       |
| 10-6-2025                                                                 | Debrecen                                                                  | Israele                                                                   | 1 – 0                                                                     | Slovacchia                                                                | Amichevole                                                                | -                                                                         | 58’                                                                       |
| Totale                                                                    |                                                                           | Presenze (2º posto)                                                       | 135                                                                       |                                                                           | Reti                                                                      | 2                                                                         |                                                                           |

## Palmarès

### Club

#### Competizioni nazionali
- Campionato slovacco: 1

Žilina: 2006-2007
- Supercoppa di Slovacchia: 1

Žilina: 2007
- Campionato tedesco: 1

Wolfsburg: 2008-2009
- Campionato tedesco di seconda divisione: 1

Hertha Berlino: 2012-2013